# 福田真啓
福田 真啓（ふくだ まさひろ、2001年7月11日 - ）は、広島県出身の日本のプロ野球選手（投手）。

## 来歴
高校時代は広島県福山市の英数学館高校でプレー。元広島東洋カープ投手で同校野球部の非常勤コーチでもある北別府学の指導により成長し、150 km/hに迫る速球と切れ味のあるスライダーを武器にした。
高校卒業後は東海大学にスポーツAO入試で合格し、進学し、首都大学野球に加盟する硬式野球部でプレー。しかし、一時チームが活動休止に陥り、野球をプレーする環境を求めて大学中退を決断する。
大学中退後、2021年1月26日に四国アイランドリーグplusの徳島インディゴソックスへの入団が発表された。
2022年5月31日の対福岡ソフトバンクホークス三軍戦で、徳島球団は継投によるノーヒットノーランを達成したが、福田はその試合で6回表に3番手で登板し、1イニングを無失点で抑えている。同年に23試合に登板し、31.1回で34奪三振を稼ぐ内容でリリーフ陣の一角を担った。シーズン終了後に、退団（自由契約）が発表された。
同年12月15日、ベースボール・チャレンジ・リーグ（ルートインBCリーグ）の信濃グランセローズへの入団が発表された。信濃でも中継ぎとして活躍し、2023年は26試合に登板し、27.1回で36奪三振、防御率は1.32と存在感を示し、2024年は29試合で防御率1.78の成績で、チームのリーグ2位とグランドチャンピオンシップ優勝に貢献した。2024年シーズン終了後の10月28日に自由契約での退団が発表された。
信濃退団後はドミニカ共和国に渡り、MLBでのプレーを目指して日本人指導者が運営する「SHIMAベースボールアカデミー」を拠点にトライアウトに挑み、トラベリングチームのアジアンブリーズにも参加。2025年1〜2月には、アレックス・ラミレスが結成した特別編成チーム "ジャパンブリーズ" に加わってメキシコ遠征に参加し、カリブ海沿岸諸国のウィンターリーグ王者が集う国際大会・第67回カリビアンシリーズに出場した。
同年3月、カナダのセミプロリーグ・インターカウンティ・ベースボールリーグのブラントフォード・レッドソックスと契約が発表されたが、登板機会はなかった。同年6月30日、テキサス・レンジャーズとマイナー契約を結んだ。ルーキーリーグのDSLレンジャーズブルーに配属されたのち、8月19日にDSLレンジャーズレッドに配属された。

## 選手としての特徴
球速の最速は94 mi/h（約151 km/h）。切れ味の鋭いスライダーで三振を奪う。

## 詳細情報

### 独立リーグでの年度別投手成績
| 年 度    | 球 団    | 登 板 | 先 発 | 完 投 | 完 封 | 無 四 球 | 勝 利 | 敗 戦 | セ 丨 ブ | ホ 丨 ル ド | 勝 率 | 打 者 | 投 球 回 | 被 安 打 | 被 本 塁 打 | 与 四 球 | 敬 遠 | 与 死 球 | 奪 三 振 | 暴 投 | ボ 丨 ク | 失 点 | 自 責 点 | 防 御 率 | W H I P |
| -------- | -------- | ----- | ----- | ----- | ----- | -------- | ----- | ----- | -------- | ----------- | ----- | ----- | -------- | -------- | ----------- | -------- | ----- | -------- | -------- | ----- | -------- | ----- | -------- | -------- | ------- |
| 2021     | 徳島     | 2     | 1     | 0     | 0     | 0        | 0     | 0     | 0        | 0           | .000  | 8     | 2.0      | 0        | 0           | 3        | -     | 0        | 1        | 0     | 0        | 0     | 0        | 0.00     | 1.50    |
| 2022     | 徳島     | 23    | 0     | 0     | 0     | 0        | 3     | 2     | 2        | 5           | .600  | 140   | 31.1     | 18       | 0           | 25       | -     | 0        | 34       | 5     | 1        | 15    | 13       | 3.73     | 1.37    |
| 2023     | 信濃     | 26    | 0     | 0     | 0     | 0        | 3     | 1     | 1        | 0           | .750  | 112   | 27.1     | 25       | 1           | 4        | -     | 2        | 36       | 2     | 0        | 5     | 4        | 1.32     | 1.06    |
| 2024     | 信濃     | 29    | 0     | 0     | 0     | 0        | 1     | 0     | 1        | 0           | 1.000 | 128   | 30.1     | 28       | 1           | 11       | -     | 1        | 40       | 4     | 0        | 6     | 6        | 1.78     | 1.29    |
| IL：2年  | IL：2年  | 25    | 1     | 0     | 0     | 0        | 3     | 2     | 2        | 5           | .600  | 148   | 33.1     | 18       | 0           | 28       | -     | 0        | 35       | 5     | 1        | 15    | 13       | 3.51     | 1.38    |
| BCL：2年 | BCL：2年 | 55    | 0     | 0     | 0     | 0        | 4     | 1     | 2        | 0           | .800  | 240   | 57.2     | 53       | 2           | 15       | -     | 3        | 76       | 6     | 0        | 11    | 10       | 1.56     | 1.18    |

- 2024年度シーズン終了時

### 背番号
- 21（2021年 - 2022年）
- 18（2023年 - 2024年）